# ネプチューン協会
ネプチューン協会株式会社は、火葬サービスを全国的に展開している、米国最大級の火葬会社である。直接火葬、火葬事前計画、急な火葬サービス、および退役軍人の火葬サービスを取り扱っている。ネプチューン協会はフロリダ州プランテーション市で設立され、現在では全国に45か所以上の拠点がある。カリフォルニア州サンフランシスコのネプチューン協会納骨堂や、フロリダ州キービスケーン近郊のネプチューンメモリアルリーフといった全国的に名の知られた納骨堂で有名である。

## 沿革
ネプチューン協会は1973年に設立され、1985年に法人化された。現在、サービスコーポレーションインターナショナルの子会社として運営されている。同社は40年以上にわたり、遺族の火葬計画の支援に携わっている。1999年、ネプチューン協会は、カナダ・トロントに本拠地を置くスタンダードセキュリティーズキャピタルコーポレーションとの700万ドルのエクイティファイナンスの完了を発表し、マルコ・マーキンを社長兼CEOに任命した。2000年、同社はアイオワ州火葬協会を買収し、証券取引委員会に登録してナスダック証券取引所に上場したことを発表した。2003年、ウォルト・ディズニーを大叔父に持つ人物がネプチューン協会を買収するために提案した1,150万ドルの取引が中止されたと報告されている 。

## ネプチューンメモリアルリーフ
ネプチューンメモリアルリーフは、フロリダ州キービスケーンの沖合3.25マイル（約5,230m）にある水中メモリアルで、故人の遺灰を埋葬することができる。ネプチューンの海洋葬には、火葬された遺骨をコンクリートに混ぜて、頑丈で安全な墓にすることが含まれる。 16エーカー（約6.5ha）に及ぶこのメモリアルは、世界最大級の人工サンゴである。 EPAと他の多くの国内組織は、所定のガイドラインと規制に従ってサンゴ礁の建設を承認した。このサンゴ礁は、遺族が納骨したりお墓参りしたりする場所であるだけでなく、ダイバーや観光客に人気の場所でもある。

## ネプチューン協会納骨堂
サンフランシスコのネプチューン協会納骨堂は、サンフランシスコの建築上のランドマークであり、サンフランシスコで唯一の無宗派の公共納骨堂である。納骨堂は1898年に建築家バーナード・J・S・ケイヒルによって建てられ、現在は北カリフォルニアのネプチューン協会によって運営および維持されている。銅製のドームが被さった新古典主義の構造には、火葬用の壷用に8,500以上のくぼみがある。この建物は、1996年にサンフランシスコの街のランドマークに指定された。

## 論争
ネプチューン協会ブランドをめぐる論争が何年にもわたって報告されている。1990年代後半、同社は元バーバンク市長の未亡人 、および故人の遺骨が不適切な扱いを受けたと主張する南カリフォルニアの308人の住民によって訴訟を起こされている。2001年、消費者監視グループである葬儀消費者同盟は、価格詐欺の事件に言及し、ネプチューン協会の慣行に関する懸念の手紙を連邦取引委員会に送っている。
2013年11月、イーストオークランドの住民と、「より良い環境のためのコミュニティ（CBE）」のメンバーが、グランドアベニューのネプチューン協会のオフィスの周りに集まり、3,000人の故人を収容する新しい火葬場の建設計画に抗議した。反対の主要な理由は環境問題への懸念である。施設の支持派は、火葬場の雇用創出など、火葬場によってもたらされうる利益を指摘した。